# Dario Vizinger
Dario Vizinger (Čakovec, Croacia, 6 de junio de 1998) es un futbolista croata que juega de delantero en el NŠ Mura de la Primera Liga de Eslovenia.

## Trayectoria

### N. K. Varaždin
Debutó en el N. K. Varaždin el 24 de agosto de 2014. Durante la temporada 2014-15 de la 3. HNL, marcó seis goles.

### HNK Rijeka
En junio de 2015 firmó un contrato con el H. N. K. Rijeka de la Primera Liga de Croacia. En su primera temporada en el club, destacó principalmente en el H. N. K. Rijeka II de la 3ª HNL, marcando siete goles en veinte partidos. El 7 de mayo de 2016 debutó oficialmente con el primer equipo, al entrar como suplente en un empate a domicilio contra el N. K. Osijek en la jornada 35 de la temporada 2015-16.
En 2020 llegó a Austria para jugar en el Wolfsberger AC. Con este equipo disputó más de 60 partidos en la Bundesliga antes de partir en septiembre de 2022 para Alemania después de ser cedido al SSV Jahn Ratisbona. Tras esta cesión se marchó al Warta Poznań con el que firmó por tres años. Al año siguiente fue traspasado al NŠ Mura de la Primera Liga de Eslovenia.

## Estadísticas

### Clubes
Actualizado al último partido disputado el 31 de agosto de 2022.
| Club                                 | Div.          | Temporada     | Liga  | Liga  | Copas nacionales | Copas nacionales | Copas internacionales | Copas internacionales | Total | Total |
| Club                                 | Div.          | Temporada     | Part. | Goles | Part.            | Goles            | Part.                 | Goles                 | Part. | Goles |
| ------------------------------------ | ------------- | ------------- | ----- | ----- | ---------------- | ---------------- | --------------------- | --------------------- | ----- | ----- |
| H. N. K. Rijeka · Croacia            | 1.ª           | 2015-16       | 2     | 0     | 0                | 0                | ―                     | ―                     | 2     | 0     |
| H. N. K. Rijeka · Croacia            | Total club    | Total club    | 2     | 0     | 0                | 0                | 0                     | 0                     | 2     | 0     |
| N. K. Hrvatski Dragovoljac · Croacia | 2.ª           | 2016-17       | 12    | 2     | 0                | 0                | ―                     | ―                     | 12    | 2     |
| N. K. Hrvatski Dragovoljac · Croacia | Total club    | Total club    | 12    | 2     | 0                | 0                | 0                     | 0                     | 12    | 2     |
| N. K. Rudar Velenje Eslovenia        | 1.ª           | 2017-18       | 12    | 2     | 1                | 0                | ―                     | ―                     | 13    | 2     |
| N. K. Rudar Velenje Eslovenia        | Total club    | Total club    | 12    | 2     | 1                | 0                | 0                     | 0                     | 13    | 2     |
| N. K. Celje Eslovenia                | 1.ª           | 2017-18       | 16    | 3     | 2                | 1                | ―                     | ―                     | 18    | 4     |
| N. K. Celje Eslovenia                | 1.ª           | 2018-19       | 28    | 9     | 1                | 0                | ―                     | ―                     | 29    | 9     |
| N. K. Celje Eslovenia                | 1.ª           | 2019-20       | 35    | 23    | 3                | 0                | ―                     | ―                     | 38    | 23    |
| N. K. Celje Eslovenia                | 1.ª           | 2020-21       | 1     | 0     | 0                | 0                | 2                     | 1                     | 3     | 1     |
| N. K. Celje Eslovenia                | Total club    | Total club    | 80    | 35    | 6                | 1                | 2                     | 1                     | 88    | 37    |
| Wolfsberger AC · Austria             | 1.ª           | 2020-21       | 33    | 6     | 3                | 0                | 7                     | 1                     | 43    | 7     |
| Wolfsberger AC · Austria             | 1.ª           | 2021-22       | 29    | 4     | 4                | 3                | ―                     | ―                     | 33    | 7     |
| Wolfsberger AC · Austria             | 1.ª           | 2022-23       | 5     | 1     | 1                | 2                | 3                     | 0                     | 9     | 3     |
| Wolfsberger AC · Austria             | Total club    | Total club    | 67    | 11    | 8                | 5                | 10                    | 1                     | 85    | 17    |
| Total carrera                        | Total carrera | Total carrera | 173   | 50    | 15               | 6                | 12                    | 2                     | 200   | 58    |

## Palmarés

### Títulos nacionales
| Título                    | Club        | País      | Año  |
| ------------------------- | ----------- | --------- | ---- |
| Primera Liga de Eslovenia | N. K. Celje | Eslovenia | 2020 |